# Le Fils du corsaire rouge
Pour plus de détails, voir Fiche technique et Distribution.
Le Fils du corsaire rouge (Il figlio del corsaro rosso) est un film italien réalisé par Primo Zeglio, sorti en 1959. 

## Synopsis
Le navire d’Enrico de Ventimiglia attaque un galion où se cache Van Hais le délateur de son père le corsaire rouge. Celui-ci pour sauver sa peau, révèle que Neala, la sœur d'Enrico, vit encore.

## Fiche technique
- Titre : Le Fils du corsaire rouge
- Titre original : Il figlio del corsaro rosso
- Réalisation : Primo Zeglio
- Scénario : Primo Zeglio, Fede Arnaud et Alberto Liberati d'après le roman d'Emilio Salgari
- Directeur de la photographie : Carlo Carlini
- Production : Luigi Carpentieri et Ermanno Donati
- Musique : Roman Vlad
- Pays d'origine :  Italie
- Format : Couleurs
- Genre : aventure
- Durée : 96 min
- Dates de sortie : 1959

## Distribution
- Lex Barker  (V.F : Pierre Vaneck) : Enrico de Ventimiglia
- Sylvia Lopez  (V.F : Jacqueline Carrel) :  Carmen de Montélimar
- Vira Silenti : Neala de Ventimiglia
- Luciano Marin :  Miguel de Montélimar
- Antonio Crast  (V.F : André Valmy) : Don Juan de Sasebo
- Fanfulla  (VF : Yves Brainville) : Le gouverneur
- Saro Urzì  (VF : André Bervil) : Mendoza
- Livio Lorenzon  (VF : Serge Nadaud) : José
- Nietta Zocchi (V.F : Lita Recio) :Isabella
- Elio Pandolfi  (VF : Albert Augier) : le Sergent
- Roberto Paoletti  (VF : Fernand Rauzena) : Le sergent Barrejo
- Vicky Lagos : Paquita
- Giorgio Constantini : Van Hais
- Franco Fantasia  (VF : Georges Aminel) : Dorado l'escrimeur
- Diego Michelotti : Juan Herrero
- Gianni Solaro  (VF : Louis Arbessier) : Le capitaine du galion
- Tiziano Cortini : Alfonso, l'homme de main du gouverneur
- Luigi Bracale: Martin le noir
- Nello Pazzafini : un soldat
- Anna maria Mustari : Dame de la cour
- Mimmo Poli : patron de la taverne
- Veriano Ginesi : Un pirate